# كلارا بيل بيكر
كلارا بيل بيكر (بالإنجليزية: Clara Belle Baker)‏ هي مربية أمريكية، ولدت في 6 فبراير 1885، وتوفيت في 5 مايو 1961.

## روابط خارجية
- كلارا بيل بيكر على موقع ديسكوغز (الإنجليزية)